# Таракан Бернштейна
Таракан Бернштейна он же янтарный лесной таракан (лат. Ectobius vittiventris) — вид тараканов из семейства Ectobiidae. 

## Описание
Имаго соломенно-жёлтого цвета длиной от 8 до 12 мм. Надкрылья блестящие. Крылья дымчатые. Жилки тёмно-бурые. Низ брюшка с тремя продольными тёмными полосками. Питается исключительно разлагающимися растениями и как правило не представляет вреда человеку. Естественная среда обитания — низкие кусты, сады. Попав в помещение как правило погибает через несколько дней, хотя может обосноваться у горшков с растениями. Часто забредает в жилища, так как его привлекает свет. Наиболее интенсивное размножение приходится на тёплые и сухие дни.   

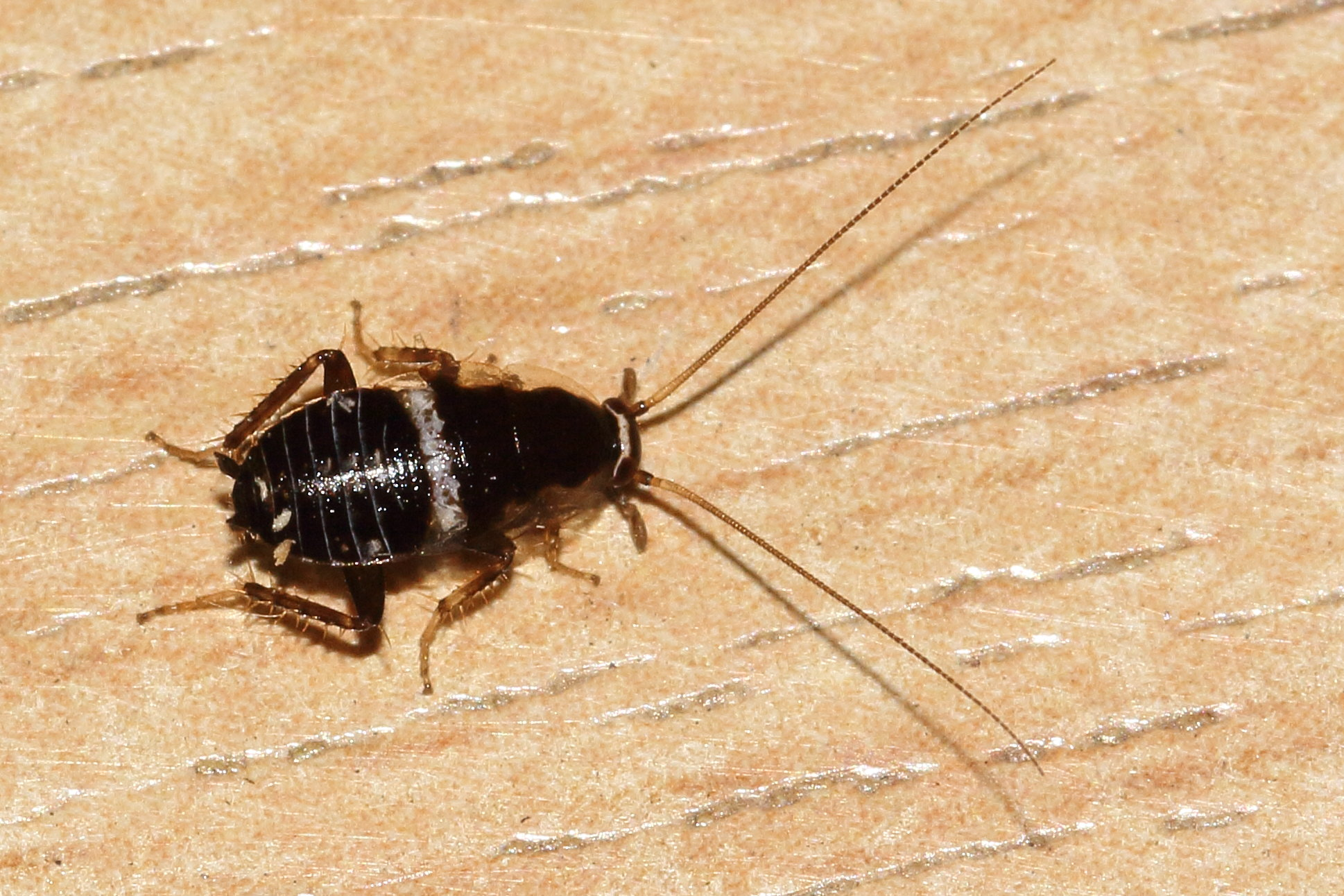
Нимфа

Люди часто путают их с прусаками из-за внешнего сходства. От прусаков янтарные тараканы отличаются более светлым, желтоватым оттенком, более прозрачной преднеспинкой и отсутствием двух продольных чёрных полосок у головы. Нимфы чёрные, их можно отличить по одной белой полоске поперёк тельцa. В отличие от прусака, янтарный таракан может летать и может быть активным днём.   
Янтарного таракана также можно спутать с другими безобидными лестными видами, например Ectobius pallidus или Planuncus tingitanus.  
Встречается на юге Западной Европе (Греция, Италия, Швейцария), черноморском побережье Кавказа, Кавказе (Грузия, Азербайджан).